# Garcí Ximénez
Prema legendama, Garcí Ximénez (ili García Ximénez) bio je kralj Sobrarbea u današnjoj Španjolskoj. Navodno je vladao od 724. do 758.
Nažalost, o ranim vladarima Sobrarbea ne postoji mnogo podataka te je teško utvrditi što je prava istina kad se njihovi životi iščitavaju iz legendi.
Prema jednom natpisu iz Navare, Garcí Ximénez je bio prvi kralj Navare (Pamplona), a to je navodno postao 20. siječnja 717.
Prema kronikama, otac kralja Sanča I. od Pamplone bio je kralj (ili plemić) García Jiménez, pa je moguće da se nakon mnogo vremena "stvorila" lažna osoba istog imena koja je u legendama zauzela mjesto prvog kralja Navare. (Sančo I. je bio rani vladar Pamplone, ali nije bio njezin prvi kralj.)
Najpoznatija teorija koja se tiče Garcíja kaže da je on zapravo bio ista osoba kao poglavica Pamplone Íñigo Arista.
Garcí je oženio Doñu Iñigu te je njihov sin bio njegov nasljednik, kralj García Íñiguez.